# Union für den nationalen Fortschritt
Die Union für nationalen Fortschritt  (englisch Union for National Progress, französisch Union pour le Progrès national, Kürzel UPRONA) ist eine nationalistische politische Partei in Burundi, welche den größten Teil ihrer Unterstützung von Mitgliedern des Tutsi-Volkes erhält.
Die Partei wird wegen ihrer Rolle für die burundische Unabhängigkeit geschätzt, war aber auch die Einheitspartei des Landes. Sie wurde 1960 im Königreich Burundi gegründet. 

## Geschichte
Der bekannteste Ministerpräsident dieser Partei und Nationalheld ist Prinz Louis Rwagasore (ermordet 1961). Von dieser Zeit bis 1965 hatte die Partei auch Unterstützung der Hutu, und drei ihrer Hutu-Mitglieder, einschließlich Pierre Ngendandumwe, wurden Ministerpräsidenten von Burundi. Die Partei wurde von Präsident Michel Micombero in einem viziösen coup d'état übernommen und zu einer Säule der Militärdiktatur gemacht, welche das Land von 1966 bis 1993 regierte. Seit 1993, in Fällen der gescheiterten Wiederwahl, sicherte die Union für nationalen Fortschritt sich die Position des Vizepräsidenten und einige der Top-Positionen in der Regierung.
Der Parteivorsitzende der Union für nationalen Fortschritt Pierre Buyoya übergab die Macht an den Hutu-Führer Domitien Ndayizeye der Front für Demokratie in Burundi (eine Hutu-basierte Partei) am 30. April 2003. Bei der Parlamentswahl 2005 gewann die Partei nur noch 7,2 % der Stimmen und damit 15 der 118 Sitze. 
Während der allgemeinen Wahlen von 2010 boykottierte die Union für nationalen Fortschritt die Rats- und Präsidentschaftswahlen, entschied sich aber bei den Parlamentswahlen teilzunehmen, da es nötig sei, eine Oppositionsfraktion im Parlament zu bilden und besser bei den nächsten Wahlen 2015 anzutreten.